# Uraltransmaš
Uraltransmaš (in russo Уральский завод транспортного машиностроения?, Ural’skij zavod transportnogo mašinostroenija, lett. "Fabbrica di mezzi di trasporto degli Urali") è una grande impresa industriale di meccanica pesante situata a Ekaterinburg, nella regione degli Urali, in Russia. Originata da una fabbrica costruita durante l'Impero russo nel 1817 per la lavorazione dell'oro delle vicine miniere, venne trasformata in officina di costruzioni meccaniche alla metà del XIX secolo, divenendo al tempo dell'Unione Sovietica un importante stabilimento del complesso militare-industriale per la produzione di mezzi corazzati e veicoli per l'Armata Rossa, a cui si affiancò la produzione di materiale ferroviario e veicoli da trasporto civili.
Attualmente la Uraltransmaš conserva la sua importanza per l'industria degli armamenti della Russia e produce soprattutto l'artiglieria semovente dell'esercito russo, oltre e a continuare la produzione civile di tram e filobus. Le sue attività produttive si sono accresciute in seguito all'inizio della guerra russo-ucraina nel 2022 che ha messo a dura prova le forze armate russe.

## Storia
Le origini della Uraltransmaš risalgono nel tempo fino al 1817, quando l'Impero zarista attivò a Ekaterinburg un'officina per la lavorazione dell'oro preveniente dalle miniere degli Urali; dopo questi inizi, alla metà del XIX secolo, la fabbrica venne convertita alla produzione metalmeccanica di macchinari, motori, locomotori, attrezzature per impianti industriali e minerari, caldaie. Con la Rivoluzione russa del 1917 la fabbrica venne nazionalizzata e prese il nome di "Metallist", continuando a produrre macchinari meccanici e attivando anche la produzione di attrezzature per l'industria petrolifera.

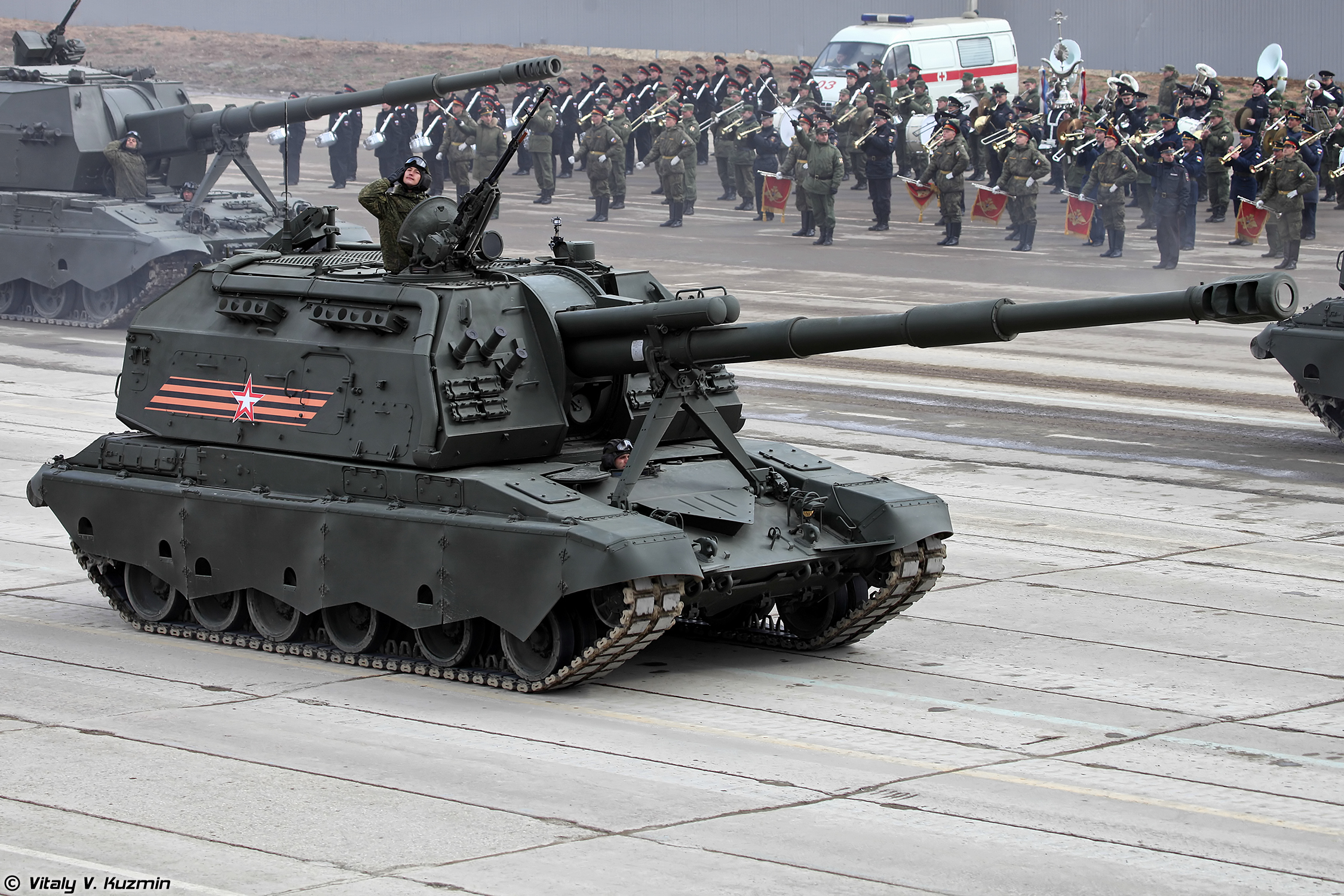
Un cannone semovente pesante 2S19 Msta, prodotto dalla Uraltransmaš.

Il grande sviluppo della fabbrica di Ekaterinburg ebbe inizio soprattutto con la seconda guerra mondiale; di fronte alla rapida avanzata della Wehrmacht tedesca i dirigenti del'Unione Sovietica presero la cruciale decisione di evacuare con la massima urgenza le fabbriche di armamenti più importanti per evitare che cadessero in mano nemica; gli impianti vennero smontati in tutta fretta e trasferiti all'est, negli Urali o in Siberia. Alcuni impianti produttivi trasferiti da Mosca e da Stalingrado vennero accorpati alla fabbrica "Metallist", che nell'ottobre 1942 prese il nuovo nome di Uraltransmaš e iniziò la produzione in massa di armamenti, in particolare carri armati leggeri T-60 e T-70. Negli anni della guerra la fabbrica produsse migliaia di mezzi corazzati per l'Armata Rossa, contribuendo alla vittoria finale sovietica.

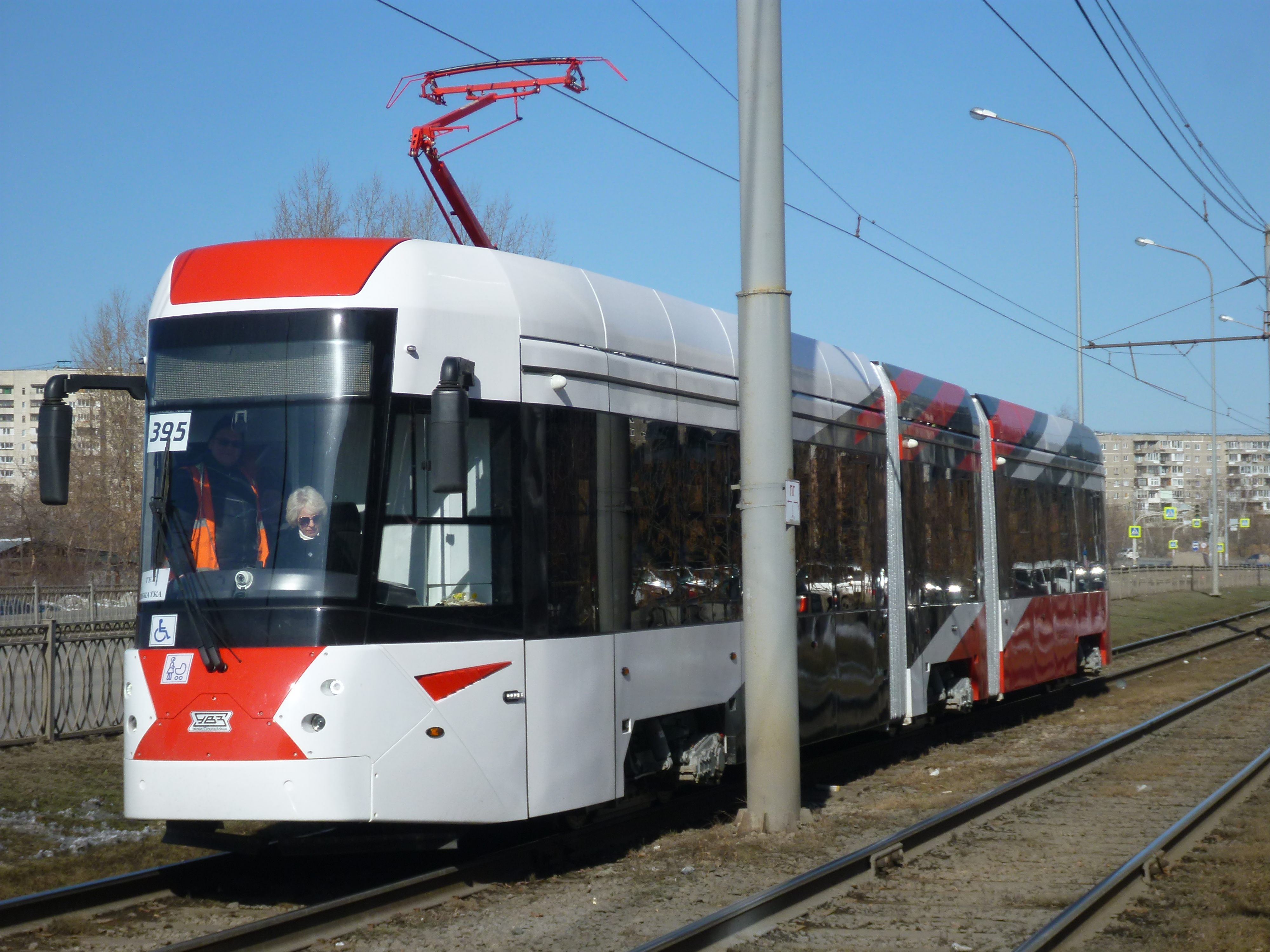
Il tram modello 71-418, prodotto dalla Uraltransmaš.

Negli anni della Guerra fredda l'Unione Sovietica si impegnò in un continuo sviluppo del suo apparato militare e potenziamento dell'industria degli armamenti; l'Uraltransmaš quindi continuò a produrre nuovi equipaggiamenti per le forze armate e nel corso degli anni dalle sue officine uscirono sistemi antiaerei, missili, mine, cannoni d'assalto e soprattutto, dall'inizio degli anni settanta, tutti i principali modelli di artiglieria semovente dell'esercito sovietico, tra cui i modelli 2S1 Gvozdika, 2S3 Akatsiya, 2S4 Tyulpan e 2S5 Giatsint-S. Negli anni ottanta venne progettato e prodotto anche il nuovo semovente d'artiglieria pesante 2S19 Msta. Insieme a queste fondamentali produzioni di armamenti, la fabbrica produsse anche importanti materiali ferroviari e macchinari civili, principalmente tram e filobus per la viabilità urbana.
Dopo la dissoluzione dell'Unione Sovietica la Uraltransmaš ha continuato la produzione di mezzi civili, ma ha ripreso anche la costruzione di semoventi d'artiglieria per l'esercito russo, procedendo alla progettazione e produzione di nuovi varianti modificate dei suoi modelli, tra cui principalmente il 2S19, e iniziando la costruzione del nuovo modello pesante 2S35 Koalitsiya-SV. Nel febbraio 2022 la Russia ha iniziato la guerra contro l'Ucraina e l'esercito russo, impegnato in un conflitto costoso e logorante, ha richiesto un massiccio potenziamento della produzione di armamenti; l'Uraltransmaš è stata pienamente coinvolta in questo programma di riarmo ed è stata sollecitata ad accelerare il potenziamento delle sue linee produttive dei semoventi d'artiglieria più moderni, arma rivelatesi di estrema importanza nella guerra in corso.

## Onorificenze
Sovietiche